# Shenaniganz
Shenaniganz war eine deutsche Rockband aus Haag in Oberbayern.

## Bandgeschichte
Im Frühjahr 2003 spielte die Band noch zu dritt ihr erstes Konzert am 8. Haager Open Air. Etwas später verließ der damalige Schlagzeuger die Band und wurde durch Daniel Rehbeins Bruder Dominik ersetzt. Ein Jahr später kam der Bassist Tobias Reich dazu.
Die Band startete von Anfang an mit eigenen Kompositionen und eines der früheren Werke ist der Soundtrack zum 2005 erschienenen Kurzfilm Nur Ein Lächeln mit Mike Zaka Sommerfeldt.
Die Band gewann im März 2006 den SchoolJam Musikwettbewerb. Als Hauptpreise gewann die Band einen Auftritt bei Rock am Ring 2006 und die Produktion eines professionellen Videos für die Single Carolina bei der Katapult Filmproduktion, Berlin. Über den Sieg berichteten am 30. Dezember 2006 die RTL Zwei News. Durch die mediale Aufmerksamkeit folgte eine Einladung zum International Junior Art Festival 2006 nach Gangneung, Südkorea.
Im Jahr 2008 veröffentlichte die Band das Debütalbum Four Finger Fist Fight über das Label Silverwolf Productions (LC18258) des Dreamscape Gitarristen Wolfgang Kerrinis und dem Bassisten Mario Lochert (Visions of Atlantis, Serious Black und Emergency Gate) mit weltweitem Vertrieb über SPV. An der Aufnahme war Dreamscape Keyboarder Jan Vacík beteiligt. In diesem Jahr spielte die Band auf dem Fm4 Frequency Festival am Salzburgring.
Ein Jahr später folgte 2009 das Album Open Your Eyes Or Cover Your Head. An dem Lied Bavaria beteiligte sich die bayerische Musik- und Kabarettgruppe Biermösl Blosn. Der Song Brand-New Chucks des Albums ist im Soundtrack des 2015 erschienenen 3D Horrofilm Bunker Of The Dead von Matthias Olof Eich, mit Patrick Jahns in der Hauptrolle, zu hören. Das Magazin Rock Hard verlieh dem Album 8/10 Punkten und betonte die Eingängigkeit und den Abwechslungsreichtum des Werks. Weiter war die Band in diesem Jahr auf der Main Stage des ersten Horst Festival in Mönchengladbach zu sehen.
Die Band gewann den nationalen John Lennon Talent Award 2010/2011 und begleitete musikalisch die Kitesurf Trophy in Büsum. Im Jahr 2011 wurde Shenaniganz dritter beim internationalen Global Battle of the Bands in Kuala Lupur, Malaysia. Das war die bis dahin höchste je erzielte Platzierung für Deutschland. Zum zwanzigsten Jubiläum der Deutschen Einheit spielte die Band am 3. Oktober 2010 in Bremen mit Silly und The Pretty Things. 2012 begleitete Shenaniganz die Diskussionsrunde Pop Meets Politics mit Frank-Walter Steinmeier in Berlin. Am 20. Dezember 2013 ist das dritte Studioalbum Salto Mortale erschienen. Durch die Insolvenz von SPV im Jahr 2009 trennte sich die Band schon vor Veröffentlichung vom Label und das neue Album wurde nur digital veröffentlicht. Auch die Sprache der Lieder wechselte von Englisch zu Deutsch. Verlegt wurde das neue Album durch die Peer Music Edition Ulf Krüger. 2014 wurde das Video zur ersten deutschsprachigen Single Supermodels unter der Regie von Patrick Jahns veröffentlicht. Im selben Jahr performte die Band die Single Bauernmädl in einer Livesendung von München TV auf dem Oktoberfest. Am 15. Februar 2014 trat Shenaniganz mit demselben Song in der NDR Late-Night-Show Inas Nacht auf.  Am 6. Oktober 2015 postete Shenaniganz auf Facebook, dass sich die Band trennt.
2024 holte das Label Plastic Fang Records (LC101213) von Raigs Nachfolgeband Tame the Abyss alle Verwertungsrechte sämtlicher Werke wieder zurück.

## Diskografie
Alben
- 2008: Four Finger Fist Fight
- 2009: Open Your Eyes Or Cover Your Head
- 2013: Salto Mortale